# Boubioz
Le Boubioz est une exsurgence sous-lacustre du lac d'Annecy. C'est un entonnoir dans le nord-ouest du lac, en face de l'usine de pompage de la Puya, pas très loin du rivage (250 m) qui s'ouvre par des fonds de 20-25 m et atteint la profondeur de 81 m.

## Hydrologie
Cette source est alimentée par les infiltrations d'eau dans le Semnoz. Le massif étant calcaire (anticlinal urgonienne), l'eau a dissous la roche et s'est frayé ainsi des passages, créant de véritables cours d'eau souterrains (réseau karstique). Le Semnoz plongeant au nord sous le lac d'Annecy et la ville d'Annecy, un accident tectonique a permis le débouché de ses « rivières » sous la surface de l'eau.
La température des eaux de cette source sous-lacustre est de 11,8 °C. 